# Asynarchus rossi
Asynarchus rossi är en nattsländeart som först beskrevs av Emery Clarence Leonard 1949.  Asynarchus rossi ingår i släktet Asynarchus och familjen husmasknattsländor. Inga underarter finns listade i Catalogue of Life.